# Miguel Rodrigo
Miguel José Rodrigo Conde-Salazar, noto semplicemente come Miguel Rodrigo (Valencia, 15 luglio 1970), è un allenatore di calcio a 5 ed ex giocatore di calcio a 5 spagnolo.

## Carriera

### Giappone
Nel giugno 2009, la Federazione calcistica del Giappone ha ingaggiato Rodrigo come commissario tecnico. Nel 2010 ha guidato il Giappone fino alla semifinale del AFC Futsal Championship 2010, persa contro l'Iran, concludendo il torneo con un terzo posto. Nel 2012 vince l'ACF Futsal Championship per 6-1 contro la Thailandia. Nel 2014 conquista un secondo AFC Futsal Championship con il Giappone, vincendo ai rigori contro l'Iran.

### Thailandia
Il 1º Luglio 2016, la Federazione calcistica della Thailandia ha ingaggiato Miguel Rodrigo. L'allenatore spagnolo ha guidato la Thailandia alla Coppa del Mondo 2016 in Colombia. Per la prima volta nella sua storia, la Thailandia è riuscita a ottenere più di 3 punti nel girone. Rodrigo ha portato la Thailandia fino ai sedicesimi di finale, dove è stato sconfitto dall'Azerbaigian per 13-8 nei tempi supplementari.

## Palmarès
- AFC Futsal Championship: 2
Giappone: 2012, 2014